# George Clifford (1657-1727)

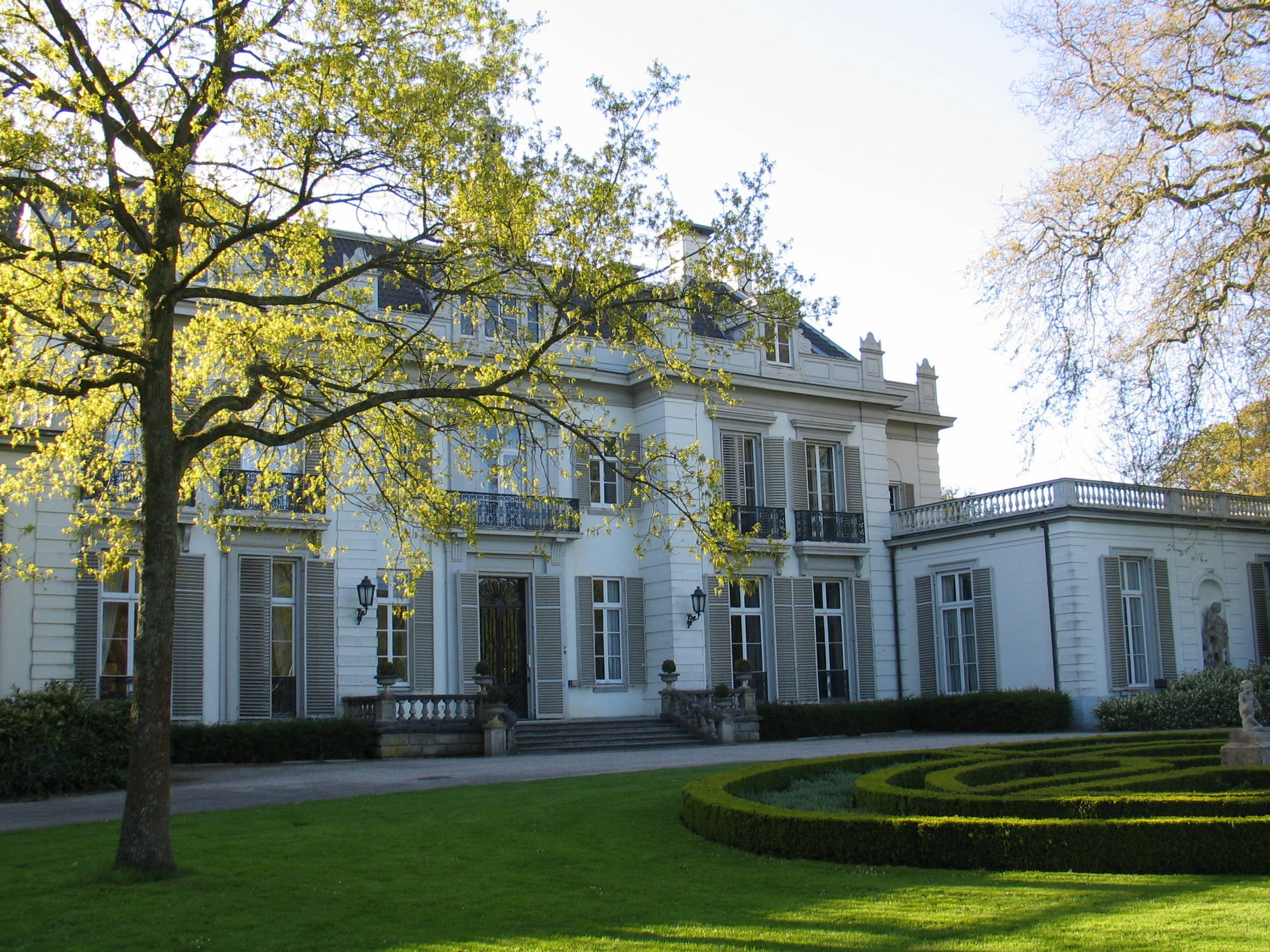
De Hartekamp in Heemstede.

George Clifford (Amsterdam, 31 augustus 1657 – aldaar, 20 september 1727) was een Nederlands bankier. Tussen 1696 en 1700 was hij directeur van de Sociëteit van Suriname. 
Clifford begon zijn carrière op de Leliegracht. Hij was een zoon van George Clifford I (1623-1680). Deze was een zoon van Henry Clifford en kwam tussen 1634 en 1640 vanuit Engeland naar Amsterdam. Deze George of Joris trouwde met Abigail Bower in 1648 en woonde de rest van zijn leven op de Zeedijk. Vanaf 1654 had hij een rekening bij de Amsterdamsche Wisselbank. Een zestal kinderen werd gedoopt in de Presbyteriaanse Kerk, een tweetal in de Oude kerk. Hij handelde naar verluidt op Hull in Engeland, waar zijn zwager woonde, maar had ook belangen in een plantage op Barbados, die hij in 1664 liet ontruimen.
Het is onduidelijk welke relatie er bestond met de querulant Jeronimo Clifford, een Engelse eigenaar van een omvangrijke plantage in Suriname, die de Sociëteit van Suriname en de Staten-Generaal een proces aandeed, en diverse verzoekschriften schreef, vanwege geleden schade tijdens zijn opsluiting in Fort Sommelsdijk. Beiden lieten zich Jeronimo Clifford noemen, maar er lijkt geen familieband te bestaan. 
Vanaf 1701 zetten George en Isaäc (1665-1729) hun vaders handelszaak voort onder de firmanaam George en Isaäc Clifford & Co. Het is niet duidelijk wie er nog meer in de firma werd betrokken. In 1709 kocht hij het landgoed de Hartekamp op de grens van Heemstede en Bennebroek. Hij betaalde hiervoor 22.000 gulden aan de erfgenamen van Johan Hinlopen, een zoon van Jacob F. Hinlopen. Aan het begin van de 18e eeuw is de firma begonnen te bankieren en in 1713 sloot zij een lening af met keizer Karel VI en August III van Polen. Eugenius van Savoye schonk hem een tuinbeeld, gebeeldhouwd door Gabriël Grupello.
George Clifford II was de vader van George III (1685-1760), koopman, bankier en amateurbotanicus en -zoöloog.